# Teratozoöspermie
Van teratozoöspermie (ook wel: teratospermie) spreekt met als er in het ejaculaat van een man te weinig normaal gevormde zaadcellen gevonden worden.
Volgens de criteria vastgesteld door de WHO in 1999 is er sprake van afwijking wanneer minder dan 30% van de zaadcellen normaal gevormd zijn. In 2009 verscheen een WHO publicatie waarin voorgesteld wordt om de ondergrens naar 14% bij te stellen.
Een verminderd aantal normaal gevormde zaadcellen zegt nog niet meteen dat een man verminderd vruchtbaar is, laat staan onvruchtbaar. In de richtlijn van het NVOG stelt men:
"Bij alle nauwkeurigheid die bovenstaande grenswaarden suggereren dient men zich te realiseren dat de overgang van normaal fertiel naar infertiel een graduele is (het subfertiele gebied). Met uitzondering van de uitslagen azoöspermie, globozoöspermie en persisterende volledige asthenozoöspermie (immotiele cilia-syndroom) zijn de positief en de negatief voorspellende waarde van de semenanalyse gering."
Het woord terato is het Griekse woord voor "monster".